# Coca (Segovia)
Coca er en by og kommune i det centrale Spanien i provinsen Segovia. Den har et indbyggertal på 1.703 (2024) indbyggere.